# Азарова Лариса Євстахіївна
Азарова Лариса Євстахіївна (нар. 10 травня 1951, Приморське, нині — Сартана, Донецька область) — українська мовознавиця, педагогиня, докторка філологічних наук (2002), професорка (2004), завідувачка кафедри мовознавства Вінницького національного технічного університету (2003-по теперішній час), членкиня-кореспондентка Міжнародної кадрової академії (2012), відмінниця освіти (2017).

## Життєпис
Народилася 10 травня 1951 року в селі Приморське (нині — Сартана) Донецької області в сім'ї службовців.
У 1973 році закінчила Таганрозький державний педагогічний інститут та отримала кваліфікацію вчителя російської мови та літератури, а у 1994 році — Вінницький державний педагогічний інститут за спеціальністю «Українська мова та література».

### Професійна діяльність
З 1982 року працює у Вінницькому політехнічному інституті, де послідовно обіймала посаду викладача, старшого викладача, доцента, професора.
У 1991 році захистила кандидатську дисертацію зі спеціальності у спеціалізованій вченій раді Одеського державного університету.
У 1991—1994 роках — старший викладач, доцент кафедри української та російської мов.
У 1993 році було присвоєно вчене звання доцента.
З 1997 по 2002 рік обіймала посаду доцента кафедри українознавства ВДТУ.
У 2002 році захистила докторську дисертацію у спеціалізованій вченій раді Інституту української мови НАН України зі спеціальності «Українська мова» за темою «Структурна організація складних слів (концепція „золотої“ пропорції)».
У 2004 році присвоєно вчене звання професора.
З 2007 по 2012 рік обіймала посаду заступника директора Інституту гуманітарно-педагогічних проблем (ІнГПП).
З 2003 — по теперішній час — завідувачка кафедри мовознавства Вінницького національного технічного університету.

## Науковий доробок
Автор понад 250 наукових праць, з них 10 монографій, 168 наукових статей у фахових виданнях (24 — за кордоном) та 63 навчально-методичних посібників. Займається підготовкою фахівців вищої кваліфікації.
Сфера наукових інтересів: словотвір на синхронному та діахронному рівнях, науково-технічна термінологія, термінотворення, лексика, лексикологія.
У 2012 році обрана членом-кореспондентом ГО «Міжнародна кадрова академія». Наразі входить до складу вченої ради Вінницького національного технічного університету.

## Нагороди
- 2006 — Грамота Академії педагогічних наук України за плідну наукову діяльність в галузі педагогічної науки й освіти та створення системи адаптації іноземних студентів до умов навчання і проживання в Україні;
- 2007—2008 — Грант Міністерства освіти і науки України за проєкт «Комплекс навчальних посібників з української мови „Професійне спілкування науково-технічних працівників і студентів інженерних спеціальностей“»[6] в рамках Державної програми розвитку і функціонування української мови на 2004‑2010 рр.;
- 2009 — Почесна грамота Вінницької обласної державної адміністрації та обласної ради за сумлінну працю, особистий внесок у розвиток науково-дослідної роботи, високий професіоналізм та з нагоди Дня науки;
- 2010 — Почесна грамота Академії педагогічних наук України за вагомий внесок у розвиток педагогіки вищої школи, підготовку висококваліфікованих інженерно-технічних кадрів та з нагоди 50-річчя від дня заснування університету;
- 2010 — Грамота за значні досягнення в розбудові університету та з нагоди 50‑річчя ВНТУ;
- 2011 — Почесна грамота Міністерства освіти і науки, молоді та спорту України;
- 2012 — Грамота Департаменту освіти і науки Вінницької обласної державної адміністрації за підготовку переможця ІІІ етапу ХІІІ Міжнародного конкурсу з української мови імені Петра Яцика;
- 2014 — Грамота Департаменту освіти і науки Вінницької обласної державної адміністрації за підготовку переможця ІІІ етапу V Міжнародного мовно-літературного конкурсу учнівської та студентської молоді імені Тараса Шевченка;
- 2016 — Грамота Департаменту освіти і науки Вінницької обласної державної адміністрації за підготовку переможця ІІІ етапу XVI Міжнародного конкурсу з української мови імені Петра Яцика;
- 2016 — Грамота Департаменту освіти і науки Вінницької державної обласної адміністрації за підготовку переможця ІІІ етапу VII Міжнародного мовно-літературного конкурсу учнівської та студентської молоді імені Тараса Шевченка;
- 2017 — нагрудний знак «Відмінник освіти України» (2017)[7].
- 2018 — Грамота Департаменту освіти і науки Вінницької обласної державної адміністрації за підготовку переможця ІІІ етапу XVIII Міжнародного конкурсу з української мови імені Петра Яцика;
- 2018 — Грамота Департаменту освіти і науки Вінницької обласної державної адміністрації за підготовку переможця ІІІ етапу VIII Міжнародного мовно-літературного конкурсу учнівської та студентської молоді імені Тараса Шевченка[8];
- 2019 — Грамота Департаменту освіти і науки Вінницької обласної державної адміністрації за підготовку переможця ІІІ етапу XIX Міжнародного конкурсу з української мови імені Петра Яцика;
- 2019 — Грамота Департаменту освіти і науки Вінницької обласної державної адміністрації за підготовку переможця ІІІ етапу IX Міжнародного мовно-літературного конкурсу учнівської та студентської молоді імені Тараса Шевченка.

## Особисте життя
Чоловік — Азаров Олексій Дмитрович, доктор технічних наук, професор, завідувач кафедри обчислювальної техніки факультету інформаційних технологій та комп'ютерної інженерії Вінницького національного технічного університету.
Дочка — Азарова Анжеліка Олексіївна, кандидат технічних наук, професор кафедри менеджменту та безпеки інформаційних систем, заступник декана факультету менеджменту та інформаційної безпеки з наукової роботи та міжнародного співробітництва Вінницького національного технічного університету.

## Вибрані публікації
- Дієприслівники в українській мові: статус, функціонування [Архівовано 23 січня 2021 у Wayback Machine.]: монографія / Л. Є. Азарова, Е. С. Сосинович. — Вінниця: УНІВЕРСУМ-Вінниця, 2005. — 124 с. — ISBN 966-641-125-3.
- Лексичний мінімум з української мови для слухачів-іноземців підготовчого відділення [Архівовано 15 березня 2022 у Wayback Machine.]: словник / Л. Є. Азарова, І. Є. Зозуля, Л. В. Горчинська, Л. В. Солодар ; ВНТУ. — Вінниця: ВНТУ, 2018. — 108 с.
- Проблема жіночого щастя та втрачених ілюзій за романом Г. Флобера «Пані Боварі» та п'єсою Г. Ібсена «Ляльковий дім» [Архівовано 4 лютого 2021 у Wayback Machine.]: монографія / Л. Є. Азарова, Н. Л. Клочко, Ю. В. Поздрань ; ВНТУ. — Вінниця: ВНТУ, 2014. — 80 с. — ISBN 978-966-641-596-0.
- Проблема «футлярности» в «маленькой трилогии» [Архівовано 4 лютого 2021 у Wayback Machine.] А. П. Чехова («Человек в футляре», «Крыжовник», «О любви») / Л. Е. Азарова, Т. Н. Пустовит, Л. В. Горчинская, И. А. Сташкевич // Фундаментальные основы инновационного развития науки и образования: [коллективная] монография / под общ. ред. Г. Ю. Гуляева. — Пенза: МЦНС «Наука и Просвещение», 2019. — Гл. 12. — С. 118—127. — ISBN 978-5-907204-46-1.
- Семантичні відношення в термінологічних іменниках-юкстапозитах [Архівовано 4 лютого 2021 у Wayback Machine.]: монографія /Л. А. Радомська, Л. Є. Азарова ; ВНТУ. — Вінниця: ВНТУ, 2016. — 180 с. — ISBN 978-966-641-676-9.
- Системна організація лексики на позначення матеріальної культури [Архівовано 15 січня 2021 у Wayback Machine.]: монографія / Н. Й. П'яст, Л. Є. Азарова ; ВНТУ. — Вінниця: УНІВЕРСУМ-Вінниця, 2006. — 111 с. — ISBN 966-641-184-9.
- Складання як один із засобів словотвору: монографія / Л. Є. Азарова, Н. Й. П'яст. — Вінниця: УНІВЕРСУМ-Вінниця, 2005. — 123 с. — ISBN 966-641-133-4.
- Складні слова в українській мові: структура, семантика, концепція «золотої пропорції» [Архівовано 3 лютого 2021 у Wayback Machine.]: монографія /Л. Є. Азарова ; ВДТУ. — Вінниця: «УНІВЕРСУМ-Вінниця», 2000. — 222 с. — ISBN 966-7199-92-4.
- Словник комп'ютерної термінології для студентів-іноземців [Архівовано 4 лютого 2021 у Wayback Machine.]: словник / Л. Є. Азарова, Ю. В. Поздрань, І. А. Сташкевич. — Вінниця: ВНТУ, 2019. — 53 с.
- Словник термінів із математики, фізики та хімії для іноземних громадян-слухачів підготовчого відділення [Архівовано 11 березня 2022 у Wayback Machine.]: словник / Л. Є. Азарова, Л. В. Горчинська, Н. Л. Франчук, Ю. В. Поздрань ; ВНТУ. — Вінниця: ВНТУ, 2017. — 87 с.
- Структурна та фонетична побудова складних одиниць у концепції «золотої» пропорції [Архівовано 23 січня 2021 у Wayback Machine.]: монографія / Л. Є. Азарова. — Вінниця, 2001. — 284 с. — ISBN 966-621-072-X.
- Українська мова: навчальний посібник для студентів негуманітарних спеціальностей та слухачів підготовчого відділення. Ч. 1 / Л. Є. Азарова, Л. В. Горчинська. — Вінниця: ВДТУ, 1999. — 123 с.
- Українська мова для іноземних студентів. Країнознавство: навчальний посібник / Л. Є. Азарова, Т. Ю. Іванець ; ВНТУ. — Вінниця: ВНТУ, 2013. — 130 с.
- Українська мова для іноземних студентів технічних спеціальностей. 4-й курс [Архівовано 4 лютого 2021 у Wayback Machine.]: навчальний посібник / Л. Є. Азарова, О. В. Абрамчук, Л. В. Горчинська, Ю. В. Поздрань ; ВНТУ. — Вінниця: ВНТУ, 2018. — 112 с.
- Українська мова для слухачів-іноземців підготовчого відділення [Архівовано 4 лютого 2021 у Wayback Machine.]: навчальний посібник / Л. Є. Азарова, І. Є. Зозуля, Л. В. Солодар ; ВНТУ. — Вінниця: ВНТУ, 2010. — 121 с.
- Українська мова за професійним спрямуванням. Тести для студентів технічних спеціальностей [Архівовано 4 лютого 2021 у Wayback Machine.]: навчальний посібник / Л. Є. Азарова, О. В. Ковтун ; МОН України, ВНТУ. — Вінниця: ВНТУ, 2015. — 179 с. — ISBN 978-966-641-612-7.
- Українська мова за професійним спрямуванням (завдання для підсумкового контролю та самостійної роботи) [Архівовано 23 січня 2022 у Wayback Machine.]: навчальний посібник / Л. Є. Азарова, А. С. Стадній, Л. А. Радомська ; ВНТУ. — Вінниця: ВНТУ, 2018. — 93 с.
- Українська мова за професійним спрямуванням у таблицях і схемах [Архівовано 23 січня 2022 у Wayback Machine.]: навчальний посібник / Л. Є. Азарова, Л. А. Радомська, А. С. Стадній ; ВНТУ. — Вінниця: ВНТУ, 2018. — 176 с.
- Українське ділове мовлення [Архівовано 4 лютого 2021 у Wayback Machine.]: навчальний посібник. Ч. 1 / Л. Є. Азарова, Н. Й. П'яст ; МОН України, ВНТУ. — Вінниця: Універсум-Вінниця, 2007. — 232 с. — ISBN 966-641-226-6.
- Український дивосвіт: країнознавство для іноземних студентів нефілологів [Архівовано 4 лютого 2021 у Wayback Machine.]: навчальний посібник / Л. Є. Азарова, Т. Ю. Іванець ; МОН України, ВНТУ. — Вінниця: ВНТУ, 2014. — 171 с. — ISBN 978-966-641-600-4.
- Художественная реализация авторской концепции исторического развития в романах Д. Балашова [Архівовано 11 серпня 2020 у Wayback Machine.] / Л. Е. Азарова, Т. Н. Пустовит, Л. А. Радомская // Инновационный подход в решении проблем современности: теория, методология, практика: [коллективная] монография / под. общ. ред. Г. Ю. Гуляева. — Пенза: МЦНС «Наука и Просвещение», 2016. — С. 132—147. — ISBN 978-5-9909306-1-2.
- Models and methods of electronic digital signature [Архівовано 7 серпня 2020 у Wayback Machine.] / А. O. Azarova, L. Ye. Azarova, N. Rosol, O. Bystritskiy // Theoretical and scientific foundations of engineering: collective monograph. — Boston: Primedia eLaunch, 2020. — Sect. 2.1. — P. 24-34.